# Tryb tekstowy

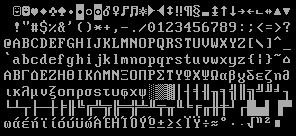
Pełny zestaw znaków strony kodowej 737, jaki powinien być wyświetlany przez VGA z glifami 9×16. Litery Ϊ i Ϋ są wykonane samodzielnie, ponieważ brakowało ich w dostępnych czcionkach.

Tryb tekstowy – tryb pracy karty graficznej, w którym wyświetla ona tylko znaki tekstowe. Takimi znakami mogą być litery, cyfry, znaki przestankowe i tzw. semigrafika. Liczba kolumn i wierszy obrazu zależna jest od platformy – w komputerze osobistym IBM-PC standardowo jest to 25 wierszy i 80 kolumn. Obecnie większość komputerów po przeprowadzeniu testu POST uruchamia system operacyjny i przełącza się w tryb graficzny. Jeżeli system operacyjny pracuje w trybie tekstowym (np. MS-DOS), to w tym trybie pozostaje.
W przeciwieństwie do trybu graficznego, tryb tekstowy nie opisuje każdego punktu ekranu z osobna. Opis dotyczy  pól o sztywno określonych wymiarach. W każdym polu może znajdować się znak/symbol, którego postać zależy od wybranej strony kodowej. W zależności od funkcjonalności karty graficznej taka strona kodowa może być ustawiona na stałe bądź może być modyfikowana i ustalana programowo.

## Spis trybów tekstowych na komputerach x86
| Liczba kolumn | Liczba wierszy | Liczba kolorów | Standard graficzny |
| ------------- | -------------- | -------------- | ------------------ |
| 80            | 25             | 1 kolor        | MDA                |
| 40            | 25             | 1 kolor        | CGA+               |
| 40            | 25             | 4 kolory       | CGA+               |
| 40            | 25             | 2 kolory       | CGA+               |
| 80            | 25             | 2 kolory       | CGA+               |
| 40            | 25             | 16 kolorów     | EGA+               |
| 80            | 25             | 16 kolorów     | EGA+               |
| 80            | 25             | 2 kolory       | EGA+               |
| 80            | 25             | 16 kolorów     | EGA+               |
| 80            | 43             | 16 kolorów     | EGA+               |
| 80            | 25             | 2 kolory       | VGA+               |
| 80            | 25             | 16 kolorów     | VGA+               |
| 40            | 25             | 256 kolorów    | VGA+               |
| 80            | 50             | 16 kolorów     | VGA+               |

## Wykorzystywanie trybu tekstowego
W systemie BIOS tryby tekstowe (podobnie jak tryby graficzne) są obsługiwane za pomocą przerwania 10h. Oprócz uruchamiania tego trybu i wyświetlania znaków oferuje ono inne przydatne opcje, jak np. definiowanie własnych znaków, co wykorzystywane jest do wyświetlania polskich znaków diakrytycznych. Liczba kolorów dostępnych w trybie tekstowym jest zazwyczaj niewielka. Najczęściej wykorzystywanym trybem tekstowym jest 80 kolumn po 25 znaków w 16 kolorach.

## Specyficzne zastosowania
Ośmiobitowe komputery Atari wyposażone są w dwa specyficzne tryby tekstowe: $04 i $05, które umożliwiają wyświetlanie pełnej palety kolorów dostępnej dla trybów graficznych oraz jednego dodatkowego. Dzięki definiowaniu własnych znaków możliwe jest wyświetlanie grafiki w podobny sposób jak to ma miejsce w trybach graficznych. Dla przykładu polska firma LK Avalon opracowała specjalne procedury animacji duszków umożliwiające tworzenie np. zaawansowanych gier i dem. Okazało się, że taka technika animacji jest bardzo wydajna.
W ośmiobitowym komputerze domowym Commodore 64, ze względu na łatwą zmianę zestawu znaków (generatora znaków) na własny, były stosowane podobne, jak w komputerach Atari, techniki symulowania trybów graficznych przy pomocy trybów tekstowych.